# سردیانا
سردیانا (به ایتالیایی: Serdiana) یک کومونه در ایتالیا است که در استان کالیاری واقع شده‌است.

## خصوصیات
سردیانا ۵۵٫۷ کیلومترمربع مساحت و ۲٬۳۵۴ نفر جمعیت دارد.